# Senický rybník
Senický rybník  je rybník o rozloze vodní plochy 0,85 ha nalézající se na západním okraji  obce Seník v okrese Pardubice. Okolo rybníka se nalézá rekreační chatová osada. V letním období zde funguje kiosek s občerstvením.

## Galerie

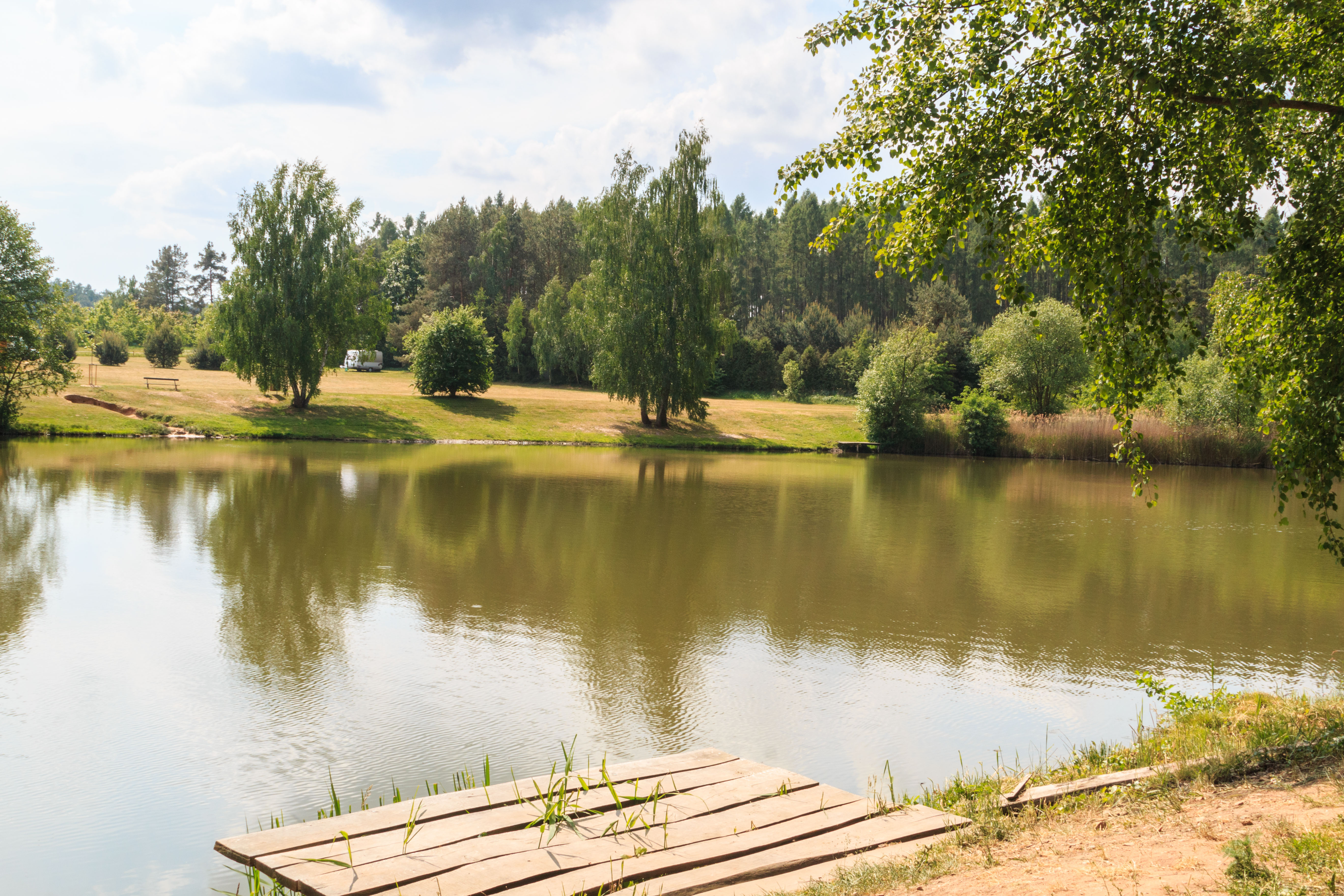
pohled na Senický rybník
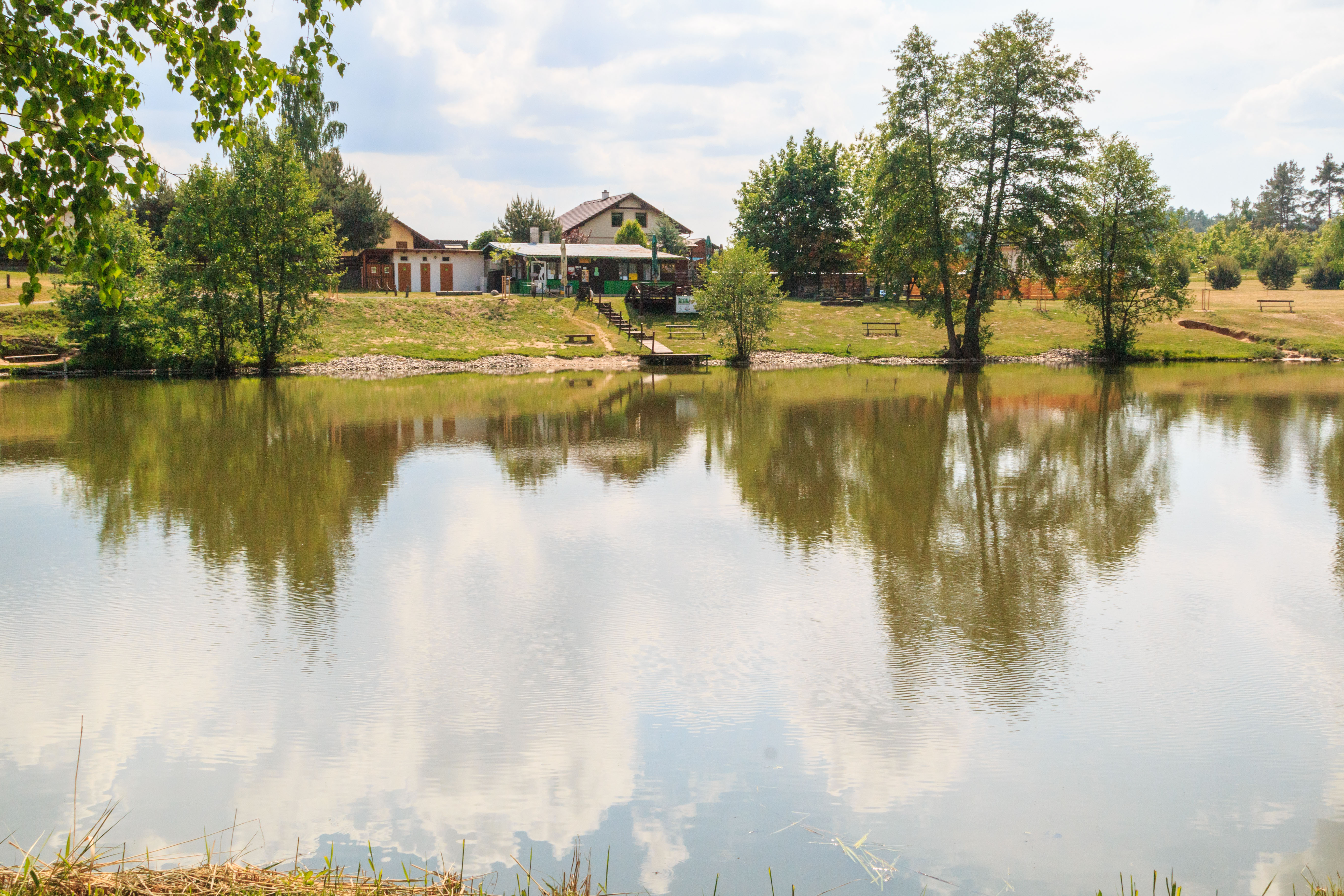
pohled na Senický rybník
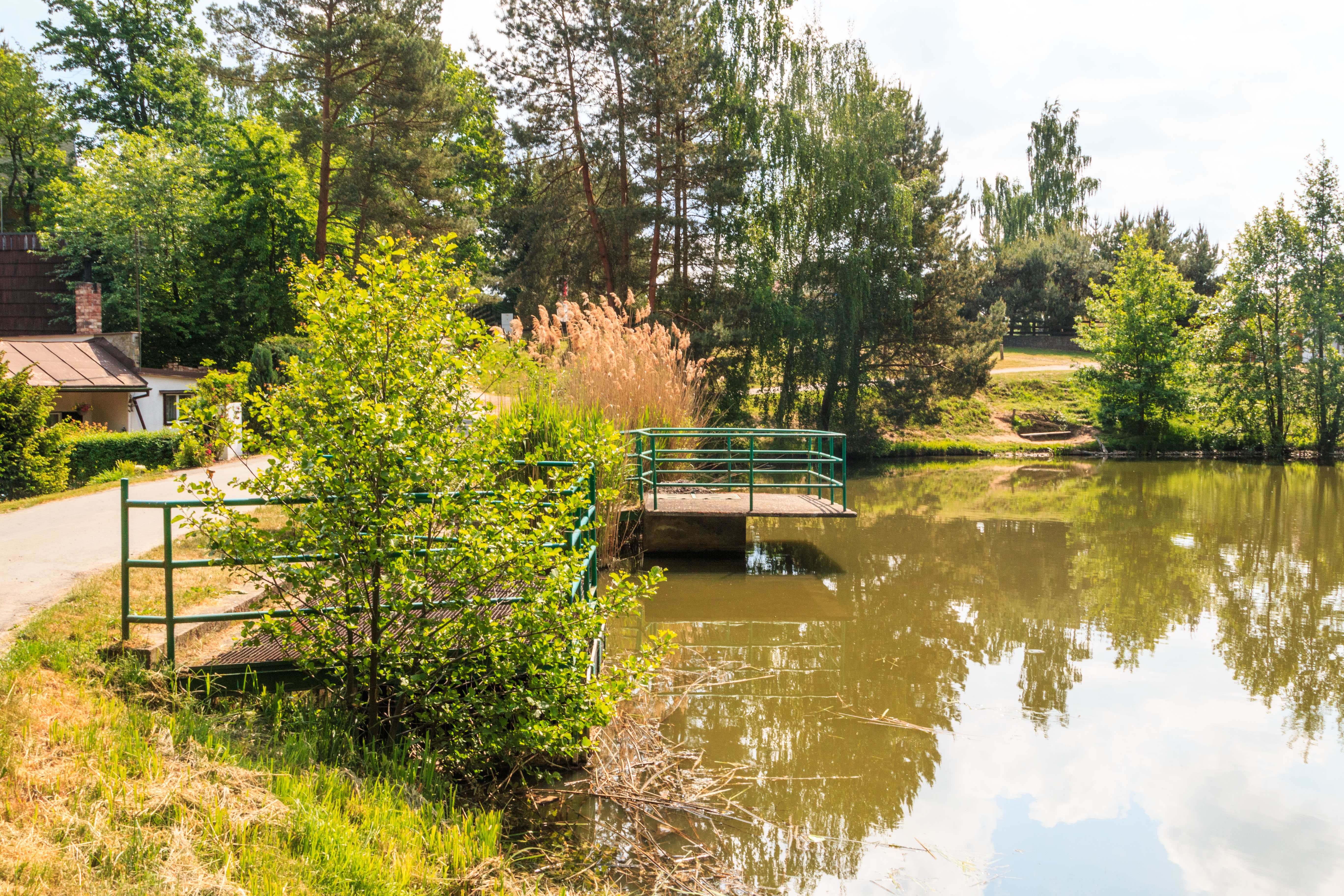
pohled na Senický rybník
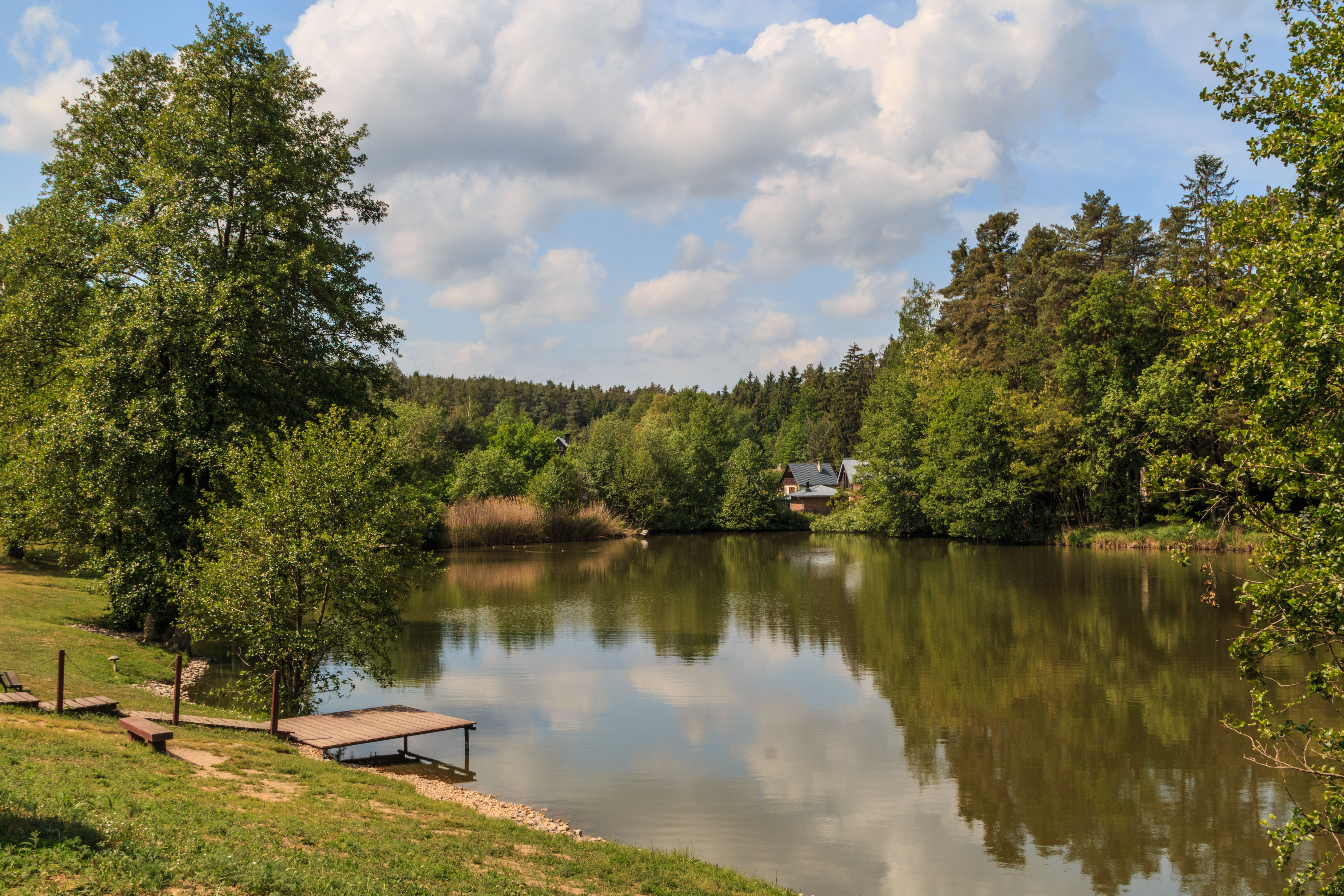
pohled na Senický rybník